# 奉化郡
奉化郡（：／ Bonghwa gun */?），是大韓民國慶尚北道東北部的一個郡，位於太白山脈主峰太白山以南，小白山脈自本郡分出。北界江原道。面積1,201方公里，人口35,243人（2007年）。下分1邑、9面。1895年始稱奉化。

## 友好城市
- 江東區
- 富川市
- 莲堤区
- 中国铜川市
- 蒙古国色楞格省